# Sôfe
Sôfe är ett berg i Djibouti, på gränsen till Etiopien. Det ligger i den södra delen av landet, 80 km sydväst om huvudstaden Djibouti. Toppen på Sôfe är 1 289 meter över havet.
Terrängen runt Sôfe är kuperad norrut, men söderut är den platt. Sôfe är den högsta punkten i trakten. Runt Sôfe är det ganska glesbefolkat, med 22 invånare per kvadratkilometer. Närmaste större samhälle är Ali Sabieh, 10,5 km norr om Sôfe. Trakten runt Sôfe är ofruktbar med lite eller ingen växtlighet.